# Louis Couperus

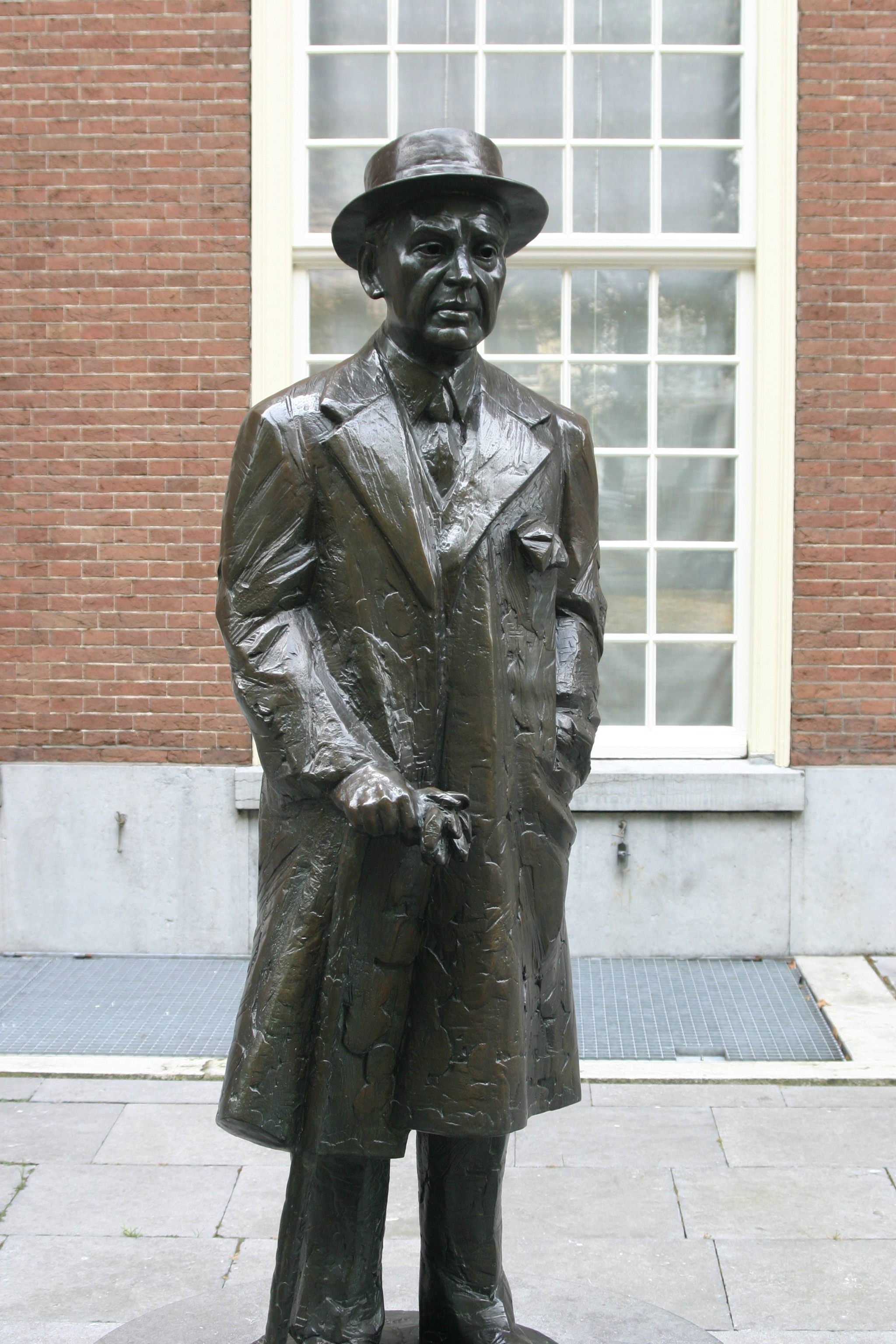
Pomnik Louisa Couperusa

Louis Marie-Anne Couperus (ur. 10 czerwca 1863 w Hadze, zm. 16 lipca 1923 w De Steeg) – prozaik holenderski, uważany za jedną z czołowych postaci literatury holenderskiej.
Autor powieści psychologiczno-obyczajowych, m.in. Eline Vere (1889), Noodlot (1891) (wyd. pol. Przeznaczenie (1903)), De stille kracht (1900). Za arcydzieło pisarza uchodzi wielka dekadencko-naturalistyczna panorama obyczajowa De Boeken der kleine Ziele (1901-1903), 4 tomy, (pol. Księgi małych dusz). Interesującą część dorobku Couperusa stanowią felietony literackie i listy z podróży – w 1921 odbył podróż do Chin i Japonii.